# Stephanopodium gracile
Stephanopodium gracile är en tvåhjärtbladig växtart som beskrevs av Pedro Fiaschi och Amorim. Stephanopodium gracile ingår i släktet Stephanopodium och familjen Dichapetalaceae. Inga underarter finns listade i Catalogue of Life.